# EMS VCS3

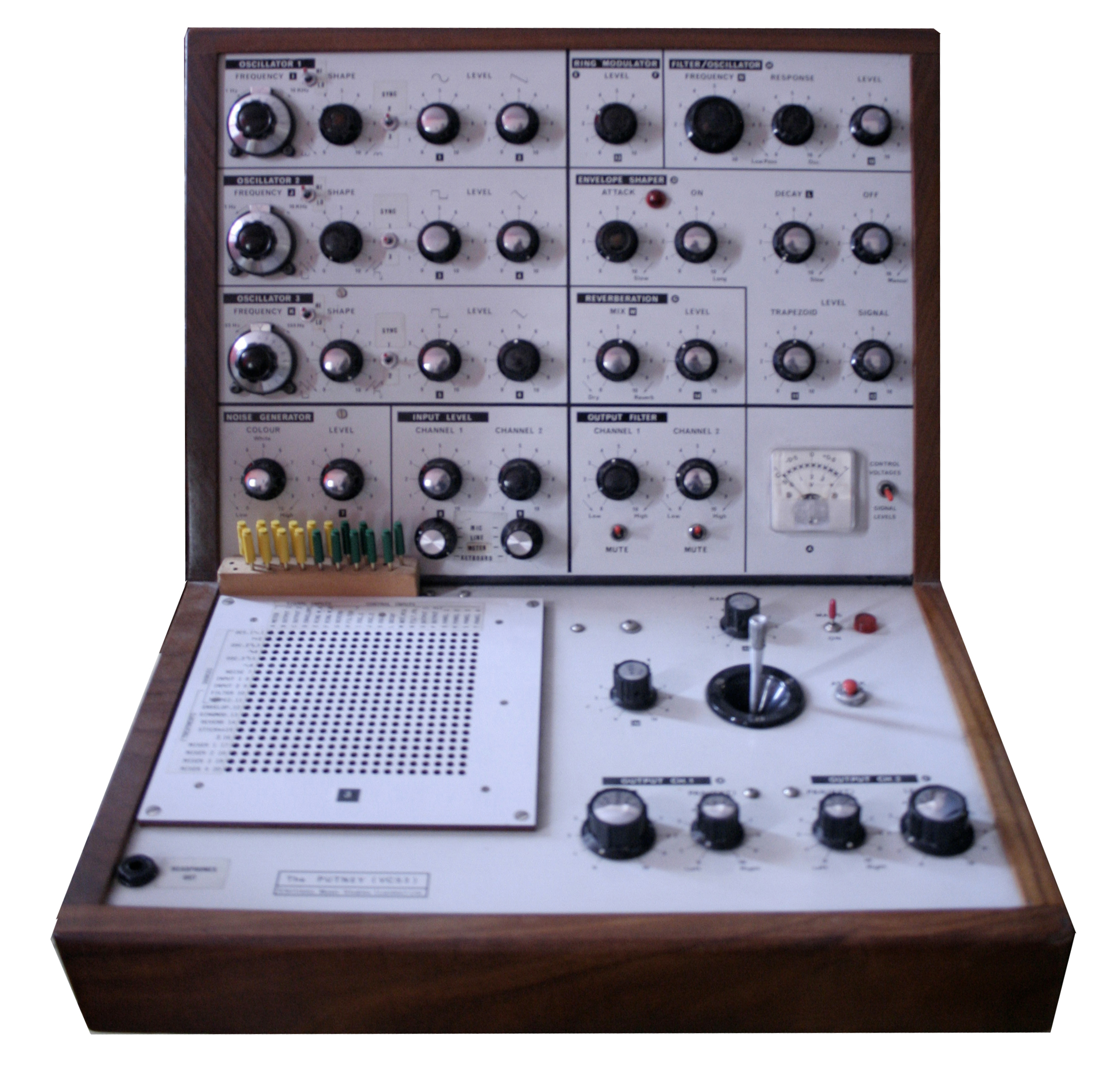
Un EMS VCS3.

Le VCS3 (pour Voltage Controlled Synthesizer with 3 oscillators) ou Putney est un synthétiseur analogique semi-modulaire à trois oscillateurs produit par la société britannique Electronic Music Studio (EMS) à partir de 1970. Il a été conçu en 1969 par Peter Zinovieff, Tristram Cary et David Cockerell. 

## Description
L'électronique de ce synthétiseur a été conçue par David Cockerell, tandis que la conception du boîtier est due à Tristram Cary.
De petite taille, il offrait néanmoins pour l'époque de grandes possibilités de recherche sonore, grâce notamment à sa matrice composée de petits cavaliers permettant de relier les modules entre eux sans avoir recours à des câbles, et également à son joystick.
Dépourvu de clavier à l'origine, l'appareil servait surtout à la création de bruitages et d'effets spéciaux. On peut toutefois lui adjoindre le clavier DK1 (1969 - The Cricklewood), puis le DK2 (1972 - version duophonique du DK1), et le clavier plat à touches sensitives, le KS (1972 - Keyboard Sequencer, intégré plus tard dans le couvercle du Synthi A pour former l'AKS), avec la difficulté d'obtenir des notes justes car les oscillateurs ne sont pas très stables.

## Un synthétiseur célèbre
Le VCS3 a été principalement utilisé par des groupes de rock comme  Pink Floyd, King Crimson, Tangerine Dream, Depeche Mode, Roxy Music (période Brian Eno), Gong, etc., et par des musiciens comme Brian Eno, Klaus Schulze, Jean-Michel Jarre, Franco Battiato, etc.
Le groupe Pink Floyd l'utilise notamment sur les albums Meddle, Obscured by Clouds, Dark Side of the Moon, Wish You Were Here et The Wall
Le Synthi A (1971) est une version portable du VCS3 ; le Synthi AKS (1972) incorpore le clavier KS avec son séquenceur intégré. 
Le VCS3 appartient à la famille des synthétiseurs mythiques, tout comme le Minimoog et le ARP 2600. Machine rare, son prix est très élevé sur le marché de l'occasion.

## Caractéristiques techniques
- 2 oscillateurs hautes fréquences (de 1 à 10 kHz)
- 1 oscillateur basses fréquences (de 0,5 à 500 Hz)
- 1 générateur de bruit (blanc et coloré)
- 1 modulateur en anneau
- 1 filtre passe-bas 18 dB/Octave (avec mode oscillateur)
- 1 générateur d'enveloppe (déclenchement automatique sur temporisation et/ou manuel par bouton ou clavier)
- 1 VCA (contrôlé en tension et/ou par un générateur d'enveloppe trapézoïdale)
- 1 unité de réverbération (contrôlable en tension)
- 2 amplificateurs d'entrée (pour traiter des signaux externes)
- 1 amplificateur de sortie stéréo (avec réglage de panoramique)
- 2 filtres de sortie
- 1 VU-mètre
- 1 matrice de routage (16 x 16)
- 1 joystick

## Émulations
Le VCS3 ainsi que le prototype VCS4 (un double VCS3 chaîné) ont fait l'objet d'un travail d'émulation poussé mené par Xavier Oudin. Le résultat, disponible sous les noms de XILS 3 et XILS 4, est disponible sur le site de Xils-Lab (voir lien ci-dessous).

## Liste d'utilisateurs
- Aphex Twin
- Franco Battiato sur Fetus, Pollution, Sulle Corde di Aries, et Clic
- BBC Radiophonic Workshop
- Tim Blake de Gong et Hawkwind
- John Cavanagh
- Chemical Brothers
- Cher (I believe in love)
- Vince Clarke
- Pete Cosey
- Tony Cox
- Paul Davis
- Delia Derbyshire
- Del Dettmar & Dik Mik de Hawkwind
- Francois de Roubaix
- Dooby Duck
- Download (Cevin Key and Phil Western)
- ELO (Mr Blue Sky)
- Brian Eno
- Morgan Fisher
- Flood
- Edgar Froese Tangerine Dream
- Miquette Giraudy de Gong, Steve Hillage et System 7
- Ice-T
- Jean-Michel Jarre
- Eddie Jobson
- John Paul Jones de Led Zeppelin
- King Crimson
- Kraftwerk
- Dan Lacksman
- LCD Soundsystem
- Mathius Shadow-Sky
- Merzbow
- Newcleus
- Ozric Tentacles
- Pink Floyd sur Meddle, Obscured by Clouds, Dark Side of the Moon, Wish You Were Here et The Wall
- Portishead
- Todd Rundgren - photographié avec un VCS3 à l'intérieur de la pochette du double album Something/Anything?
- Klaus Schulze
- Storm Bugs
- Tangerine Dream
- Paolo Tofani - Area
- TONTO's Expanding Head Band
- David Vorhaus
- Michel Waisvisz
- Andy Whitmore
- Wigwam
- Edward Williams
- Zorch